# Lancia Thesis

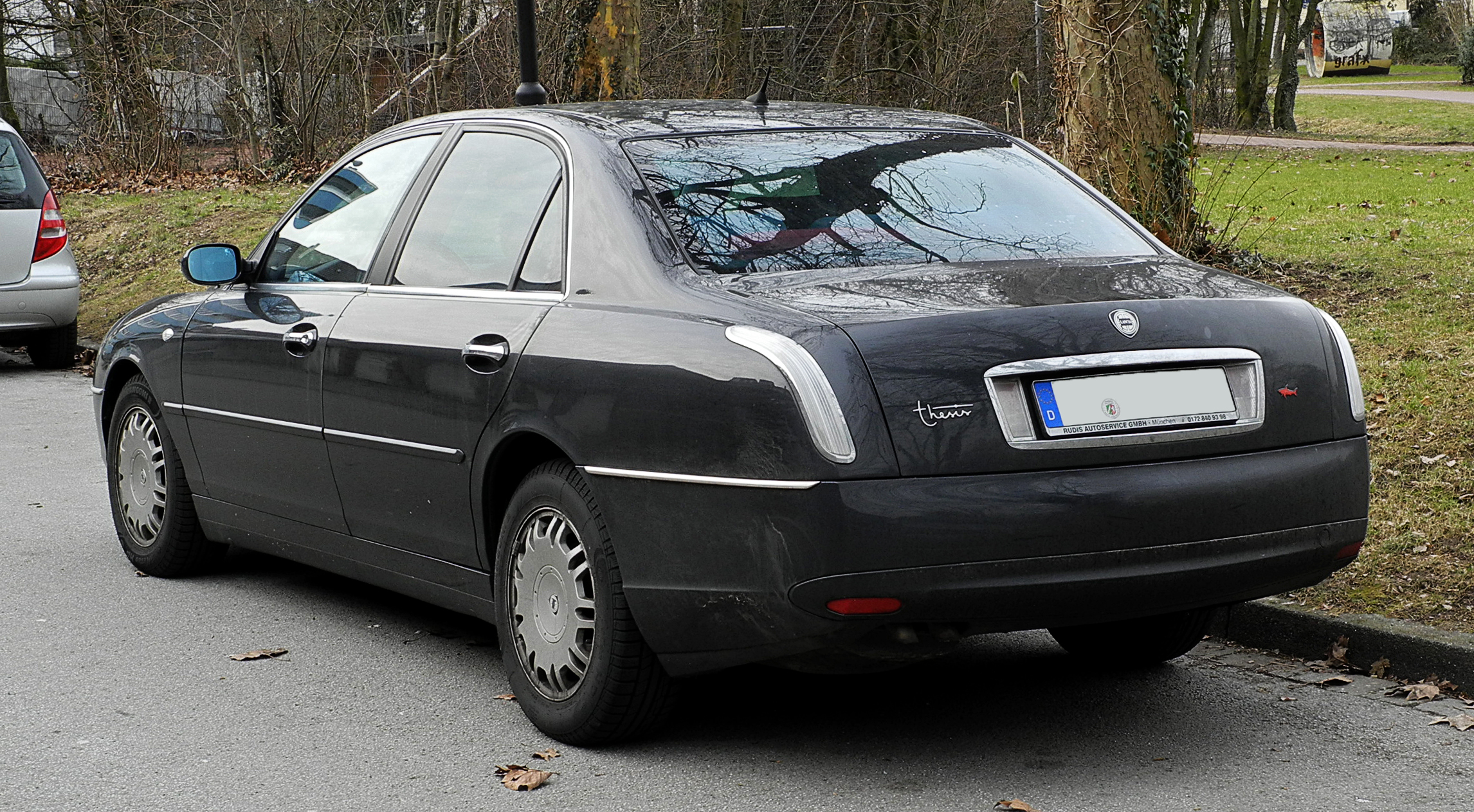
Heckansicht

Der Lancia Thesis ist eine viertürige Stufenhecklimousine des italienischen Automobilherstellers Lancia, die von Frühjahr 2002 bis Sommer 2009 hergestellt wurde. Das deutsche Kraftfahrt-Bundesamt ordnet das Fahrzeug der Oberklasse zu.

## Geschichte
Der Thesis wurde im Herbst 2001 basierend auf der Studie Lancia Dialogos aus dem Jahr 1998 als Nachfolger des Lancia Kappa vorgestellt. Die Fertigung begann im März 2002. Jedoch blieben die Neuzulassungen des Thesis in Deutschland über die gesamte Laufzeit hinter denen des Kappa zurück.
Zum Verkaufsbeginn im August 2002 war der Thesis mit drei Benzinmotoren (2,0 Turbosoft, 2,4 20V und 3,0 V6 24V) und einem Diesel (2,4 20V JTD) erhältlich. Im Mai 2003 wurde der drei Liter große V6-Benziner durch ein 3,2 Liter großes Aggregat mit 230 PS abgelöst. Zeitgleich erschien ein weiterer Dieselmotor, der über Vierventiltechnik verfügte und hier (trotz des gleichen Hubraums von 2,4 Litern) 175 PS leistete. Im April 2006 wurde dieser in der Leistung angehoben und verfügte nun über 185 PS sowie einen Diesel-Partikelfilter. Zudem entfiel auch das Sechsgang-Schaltgetriebe, was bedeutete, dass der Thesis nur noch mit der Fünfstufen-Automatik Comfortronic zu ordern war.
Im September 2007 wurde die Motorenpalette stark eingeschränkt, da nur noch der 2,4 Multijet-Diesel (185 PS) verfügbar war.
Bis zum 15. Juni 2009 konnte der Thesis noch als Sondermodell Ultima Edizione bestellt werden, danach endete die Produktion der großen Limousine.
Erst im November 2011 wurde mit dem neuen Lancia Thema ein Nachfolger mit Chrysler-Technik auf den Markt gebracht.

## Ausstattungen
Der Basispreis für den in Deutschland ab Modelljahr 2008 einzig verfügbaren Multijet-Diesel mit 2,4 Litern Hubraum betrug 48.900 € bei der Emblema-Ausstattung. In anderen europäischen Märkten (z. B. in Österreich) ließ sich die einfachere Executive-Ausstattung bestellen.

### Serienausstattung
Ab Werk verfügt der Thesis Emblema über 16-Zoll-Räder Stile Elegante, eine automatische 3-Zonen-Klimaautomatik mit Luftverteilungssystem, Tempomat, ein Bose-Soundsystem mit sechsfach CD-Wechsler, eine Multifunktionsanzeige (Bordcomputer, Systemcheck, Digitaluhr), Bi-Xenonscheinwerfer, Wärmeschutzverglasung mit abgedunkelten hinteren Scheiben sowie ein ESP mit Bremsassistent, ASR, MSR, ABS und acht Airbags. Der Innenraum ist mit Leder oder Alcantara verkleidet und besitzt Magnesium- und Holzeinlagen. Vom Fond aus lässt sich der Beifahrersitz und die Sonnenblende elektrisch verstellen.
Das Fahrzeug ließ sich ferner gegen Aufpreis mit einer Standheizung sowie mit mehrstufig beheizbaren und belüfteten Massagesitzen für alle Passagiere (ausgenommen mittlerer Sitz hinten) ausstatten. Weitere Besonderheiten waren die servoelektrisch öffnenden Türen sowie der ebenfalls servoelektrisch öffnende Heckdeckel.

### Sonderausstattung
- Abstandsregeltempomat von Bosch[4]
- CONNECT – Navigationssystem mit RDS-Autoradio mit CD, GSM-Telefon, SOS-Funktion, Spracherkennung und Kartendarstellung auf einem 7-Zoll-Display
- CID (Customer Identification Device) – automatische Fahrererkennung
- Easy-Entry & Exit – Einstiegserleichterung durch elektrisches Verstellen des Sitzes und Lenkrads
- EPG (Enhanced Protective Glass) – einschlagsichere Scheiben
- Schiebedach mit Solarzellen – betreibt ohne Kraftstoffverbrauch das Lüftungs-/Heizungssystem
- Skyhook – elektronisch kontrollierte Stoßdämpfer, die sich der Fahrsituation anpassen[5]

### Sondermodelle

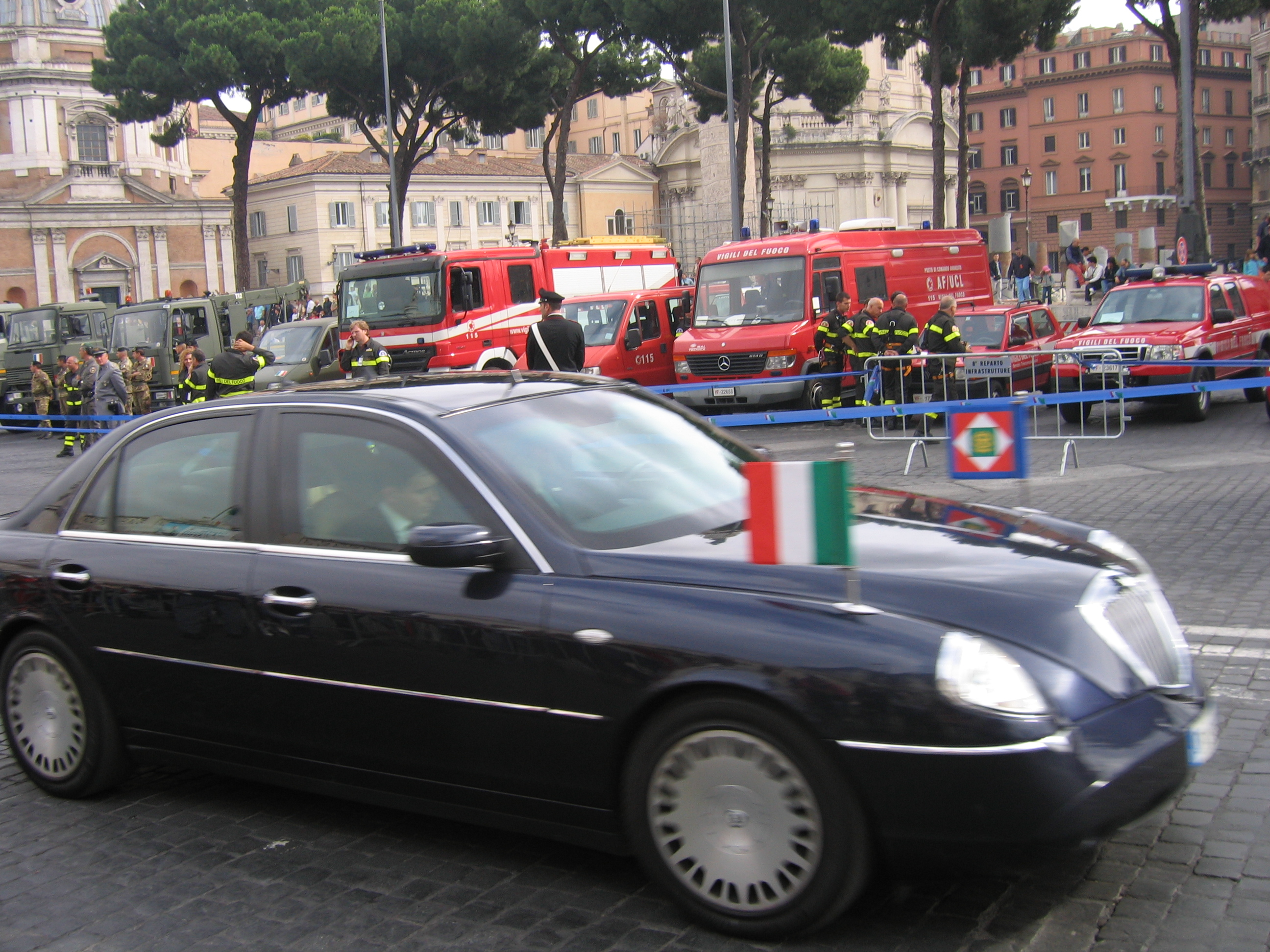
Thesis Protecta als Staatslimousine

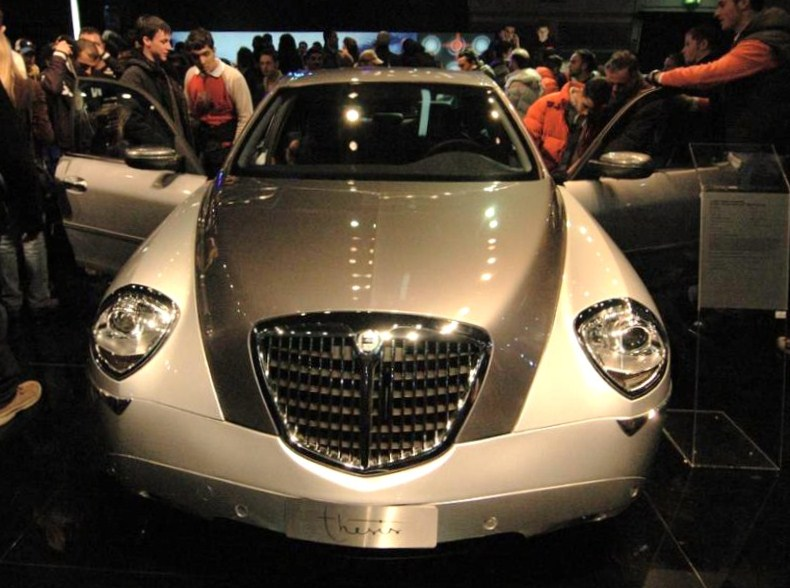
Lancia Thesis Centenario Bicolore

Die beiden Sondermodelle Centenario Elegante und Centenario Sportiva – als Jubiläumseditionen zum 100. Jubiläum der Marke Lancia vorgestellt – wurden nur mit Dieselmotoren angeboten. Folgende Sonderausstattungen waren dafür zuletzt erhältlich:
- Centenario Sportiva:
  - Poltrona Frau-Nappaleder Rot
  - Innenraumapplikationen aus Wengeholz
  - Metalliclackierungen Donatello Schwarz oder Palladio Grau
  - zweifarbige 18-Zoll-Leichtmetallräder

- Centenario Elegante:
  - Poltrona Frau-Nappaleder Naturfarben
  - Innenraumapplikationen aus Palisanderholz
  - Metalliclackierung Rossini Grau
  - 17-Zoll-Leichtmetallräder

- Ultima Edizione:
  - Poltrona Frau-Nappaleder Rot oder Beige
  - Metalliclackierungen Donatello Schwarz

Weiterhin waren gepanzerte Versionen (B4 und B6) lieferbar: Thesis Protecta.
Für den Papst wurde der Lancia Thesis Jubileo gefertigt. Der Wagen ist im Bereich der hinteren Seitentüren verlängert und verfügt über ein großes Schiebedach.

## Motoren
Ottomotoren:

- 2,0 l Turbosoft: Reihenfünfzylinder mit 1998 cm³ Hubraum und 136 kW/185 PS (03.2002–09.2007)
- 2,4 l 20V: Reihenfünfzylinder mit 2446 cm² Hubraum und 125 kW/170 PS (03.2002–09.2007)
- 3,0 l V6 24V: V-Sechszylinder und 158 kW/215 PS (03.2002–05.2003)
- 3,2 l V6 24V: V-Sechszylinder mit 3179 cm³ Hubraum und 169 kW/230 PS (05.2003–09.2007)

Common-Rail-Dieselmotoren:

- 2,4 l 10V JTD: Reihenfünfzylinder mit 2387 cm³ Hubraum und 110 kW/150 PS (03.2002–12.2005)
- 2,4 l 20V Multijet: Reihenfünfzylinder mit 2387 cm³ Hubraum und 129 kW/175 PS (05.2003–03.2006)
- 2,4 l 20V Multijet: Reihenfünfzylinder mit 2387 cm³ Hubraum und 136 kW/185 PS (04.2006–06.2009)

Getriebe:

- 6-Gang-Schaltgetriebe (ab Modelljahr 2008 in Deutschland nicht mehr erhältlich)
- 5-Stufen-Automatikgetriebe Comfortronic

## Zulassungszahlen
Zwischen 2002 und 2010 sind in der Bundesrepublik Deutschland 1.630 Lancia Thesis neu zugelassen worden. Mit 530 Einheiten war 2003 das erfolgreichste Verkaufsjahr.
|  |

|  |

|  |

|  |

|  |

|  |

|  |

|  |

|  |

|  |

|  |

|  |

|  |

|  |

|  |

|  |

|  |

|  |

|  |

|  |

|  |

|  |

|  |

|  |

|  |

|  |

|  |

|  |

|  |

|  |

|  |

|  |

|  |

|  |

|  |

|  |

|  |

|  |

|  |

|  |

|  |

|  |

|  |

|  |

|  |

|  |

|  |

|  |

|  |

|  |

|  |

|  |

|  |

|  |

|  |

|  |

|  |

|  |

|  |

|  |

|  |

|  |

|  |

|  |

|  |

|  |

|  |

|  |

|  |

|  |

|  |

|  |

|  |

|  |

|  |

|  |

|  |

|  |

|  |

|  |

|  |

|  |

|  |

|  |

|  |

|  |

|  |

|  |

|  |

|  |

|  |

|  |

|  |

|  |

|  |

|  |

|  |

|  |

|  |

|  |

|  |

|  |

|  |

|  |

|  |

|  |

|  |

|  |

|  |

|  |

|  |

|  |

|  |

|  |

|  |

|  |

|  |

|  |

|  |

|  |

|  |

|  |

|  |

|  |

|  |

|  |

|  |

|  |

|  |

|  |

|  |

|  |

|  |

|  |

|  |

|  |

|  |

|  |

|  |

|  |

|  |

|  |

|  |

|  |

|  | Lancia Thesis (1.630) |

|  | Lancia Thesis (1.630) |

## Prototypen

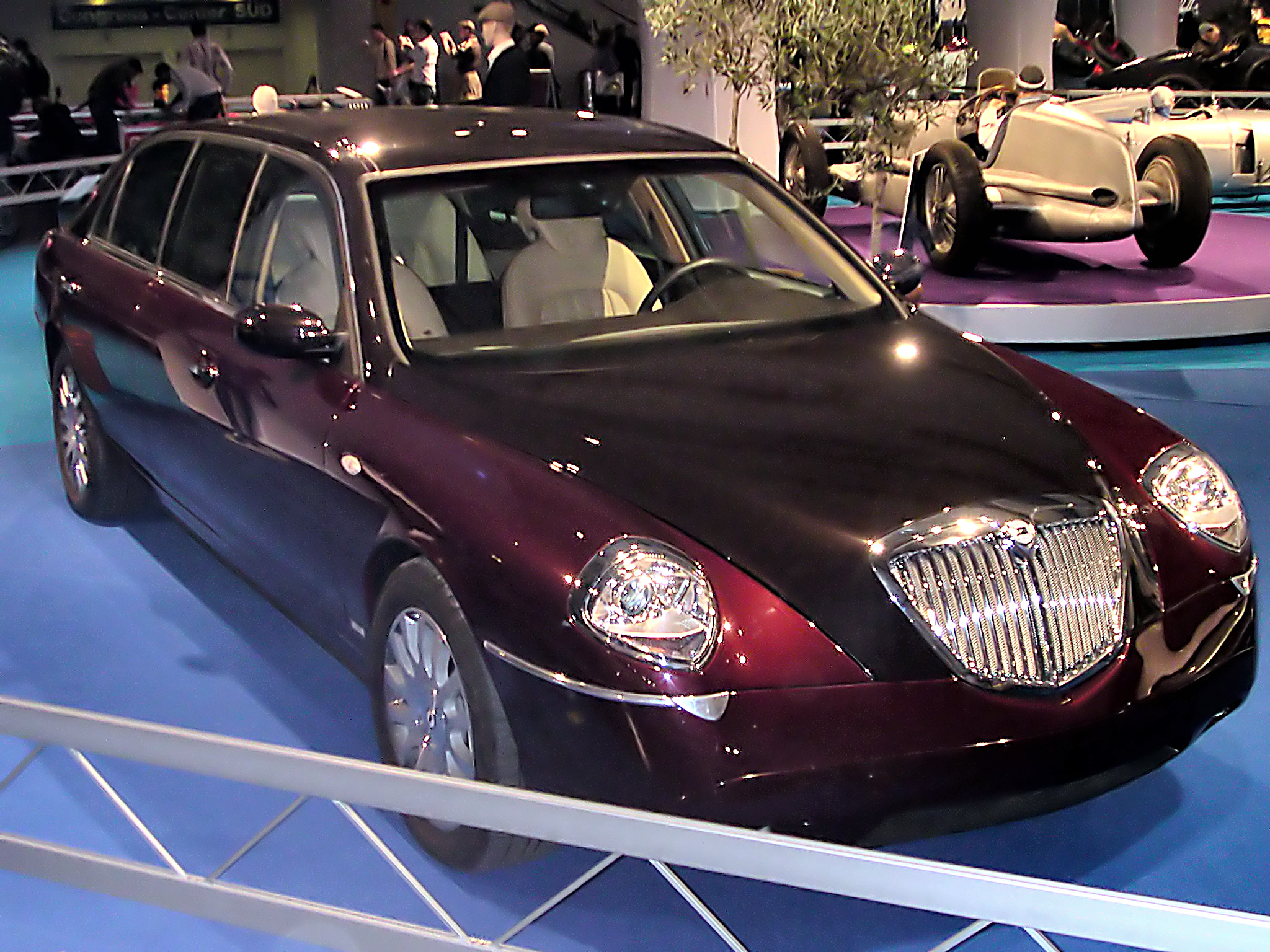
Langversion: Stola S 85

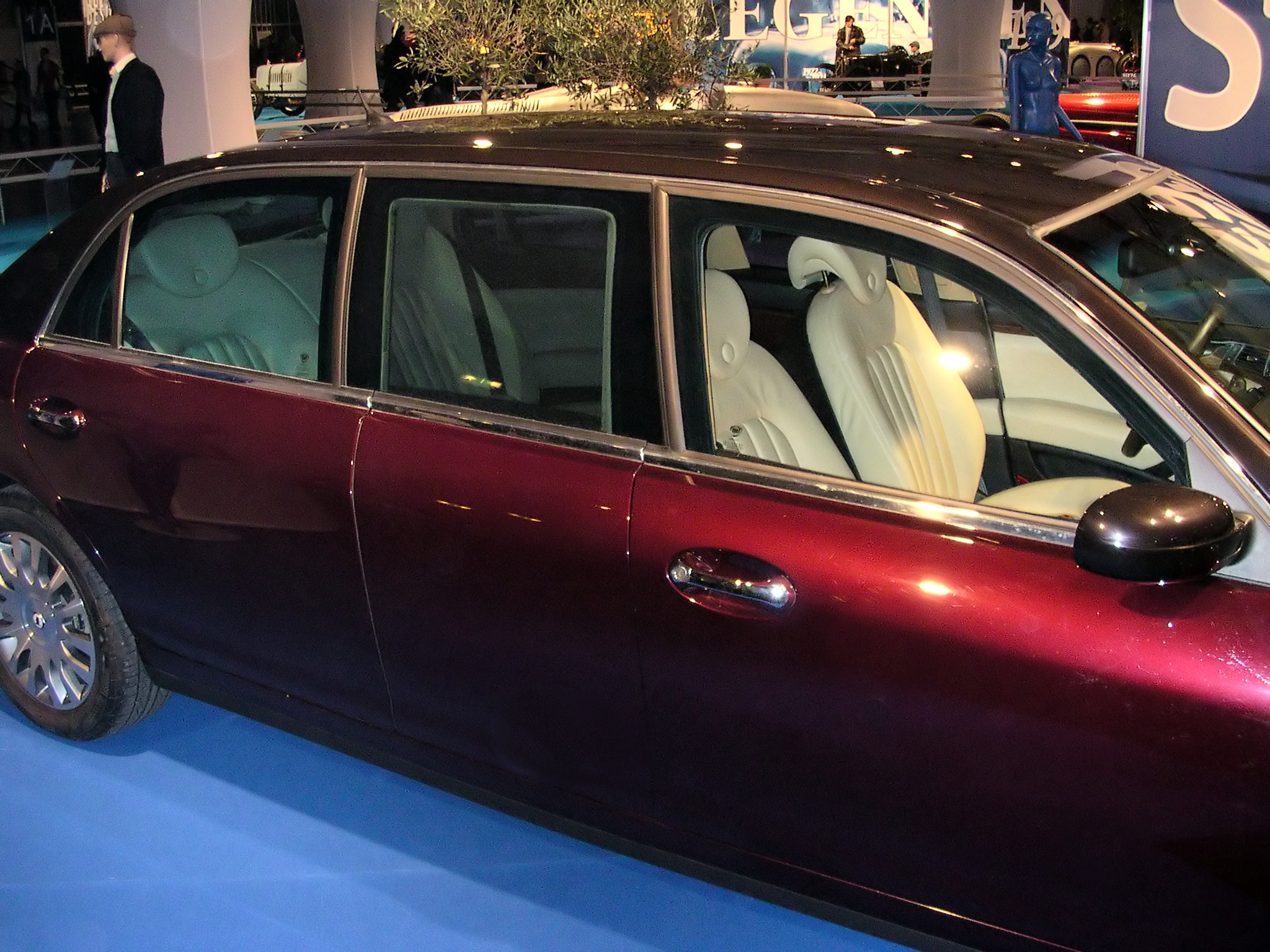
Verlängerter Teil der Studie

### Coupé
Maggiora entwickelte im Auftrag von Lancia eine Coupéversion des Thesis, die 2002 auf der Bologna Motorshow als Studie Granturismo Lancia präsentiert wurde, und als Nachfolge des Lancia Kappa Coupé gedacht war. Zu einer Serienfertigung ist es nicht gekommen.
Einige bedeutende Stilmerkmale sind jedoch im späteren Lancia Delta wiederzufinden.

### Stola S85
Auf dem Genfer Auto-Salon 2004 wurde vom Turiner Karosseriebauer Stola eine um 60 cm verlängerte Version als Stola S85 gezeigt. Die 85 steht dabei für das 85-jährige Bestehen Stolas im Jahre 2004. Das 5,488 m lange Fahrzeug ist zweifarbig in Schwarz-Dunkelrot lackiert und verfügt im Innenraum über beiges Leder, Holzeinlagen und elektrisch verstellbare Fondsitze. Zur Ausstattung gehört eine Minibar mit Kühlschrank und ein Multimediasystem mit GPS-Navigation, Internetzugang, Faxgerät und DVD-Anlage. Motorisiert ist die Studie, die auf Wunsch auch für etwa 150.000 Euro bestellt werden konnte, mit dem 3,2-l-V6-Motor aus der Serienlimousine, welcher 169 kW (230 PS) leistet, den 2030 kg schweren Wagen in 9,2 s von 0 auf 100 km/h beschleunigt und eine Endgeschwindigkeit von 230 km/h erreicht.